# Slag bij Manassas Gap
De Slag bij Manassas Gap vond plaats op 23 juli 1863 in Waren County Virginia tijdens de Amerikaanse Burgeroorlog. Deze slag is ook bekend als de Slag bij Wapping Heights en vormt het sluitstuk van de Gettysburgveldtocht. Het Noordelijke leger probeerde zijn weg te banen doorheen de Blue Ridge Mountains om de achterhoede van het terugtrekkende Zuidelijke leger te kunnen aanvallen. De Zuidelijken probeerden ondertussen van defensieve posities in te nemen in de Shenandoahvallei. De Noordelijken braken door bij Manassas Gap maar slaagden er niet in om het Zuidelijke leger klem te zetten.

## Achtergrond
Na de nederlaag van Robert E. Lees Army of Northern Virginia in de Slag bij Gettysburg trokken de Zuidelijken zich terug over de rivier de Potomac bij Williamsport, Maryland naar de Shenandoahvallei. De Noordelijke Army of the Potomac onder leiding van generaal-majoor George G. Meade zette de achtervolging in. Ze probeerden de vijand de flankeren bij Harpers Ferry en Brunswick, Maryland. Om dit te verwezenlijken gaf Meade het III Corps onder leiding van generaal-majoor William H. French het bevel om de vijandelijke colonnes bij Front Royal, Virginia tegen te houden door de pas van Manassas Gap te forceren.

## De slag
Bij zonsopgang viel French de Zuidelijke brigade van brigadegeneraal James A. Walker (die deel uitmaakte van Richard H. Andersons divisie) aan bij de pas. Het Noordelijke overwicht drong Walker terug vanuit zijn stellingen door de pas. In de late namiddag, rond 16.30u, werden de Zuidelijken volledig terug gedreven. Dankzij snel opgetrommelde versterkingen van generaal-majoor Robert E. Rodes' divisie werd de Noordelijke opmars vertraagd. De gevechten werden gestaakt bij het invallen van de duisternis. Tijdens de nacht trokken de Zuidelijken zich terug naar de Lurayvallei. Op 24 juli bezetten de Noordelijken Front Royal. De vogel was reeds gaan vliegen. Lee had zijn leger tijdig kunnen evacueren.

## Gevolgen
Hoewel de Noordelijken zich een weg doorheen de pas hadden gevochten en Front Royal hadden bezet, was hun opzet toch mislukt. Lee was erin geslaagd de restanten van zijn leger terug te trekken. Zo kon de Army of Northern Virginia zich hergroeperen en reorganiseren en de oorlog verder zetten. Tegen het einde van de zomer was het Zuidelijke leger klaar om verder te vechten. Dit zou uitmonden in de Bristoeveldtocht en de Slag bij Mine Run in de herfst van 1863.